# 전주조촌초등학교
전주조촌초등학교는 대한민국 전북특별자치도 전주시 덕진구 여의동에 있는 공립 초등학교이다.

## 학교 연혁
- 1919년 9월 23일 동산공립보통학교(4년제 4학급) 개교설립인가 4월 18일
- 1924년 3월 16일 6년제 인가
- 1938년 4월 1일 조촌공립심상소학교로 개칭[1]
- 1941년 4월 1일 조촌공립국민학교로 개칭[2]
- 1987년 1월 1일 전주시로 편입(전주조촌국민학교)[3]
- 1996년 3월 1일 전주조촌초등학교로 교명 개칭[4]
- 1997년 3월 1일 반월초등학교(12학급) 분립(학구조정)
- 1997년 3월 13일 축구부 창단
- 2019년 9월 23일 개교 100주년
- 2020년 3월 1일 제38대 오*태 교장 부임
- 2021년 2월 9일 제99회 졸업식(남93명, 여73명, 계166명, 총 21,942명)
- 2021년 3월 1일 33학급 편성(특수2학급 포함)
- 2022년 2월 11일 제 100회 졸업식(남 71명,여65명,계136명,총 22078명)
- 2022년 3월 1일 제39대 박*숙 교장 부임
- 2022년 3월 1일 34학급 편성(특수2학급 포함)

## 학교 상징
- 교화 - 백일홍
- 교목 - 향나무
- 교조 - 비둘기

## 참고 문헌
- 전주조촌초등학교 - 한국교육학술정보원 학교알리미

## 같이 보기
- 전주조촌초등학교 축구단